# Mitsubishi Space Star

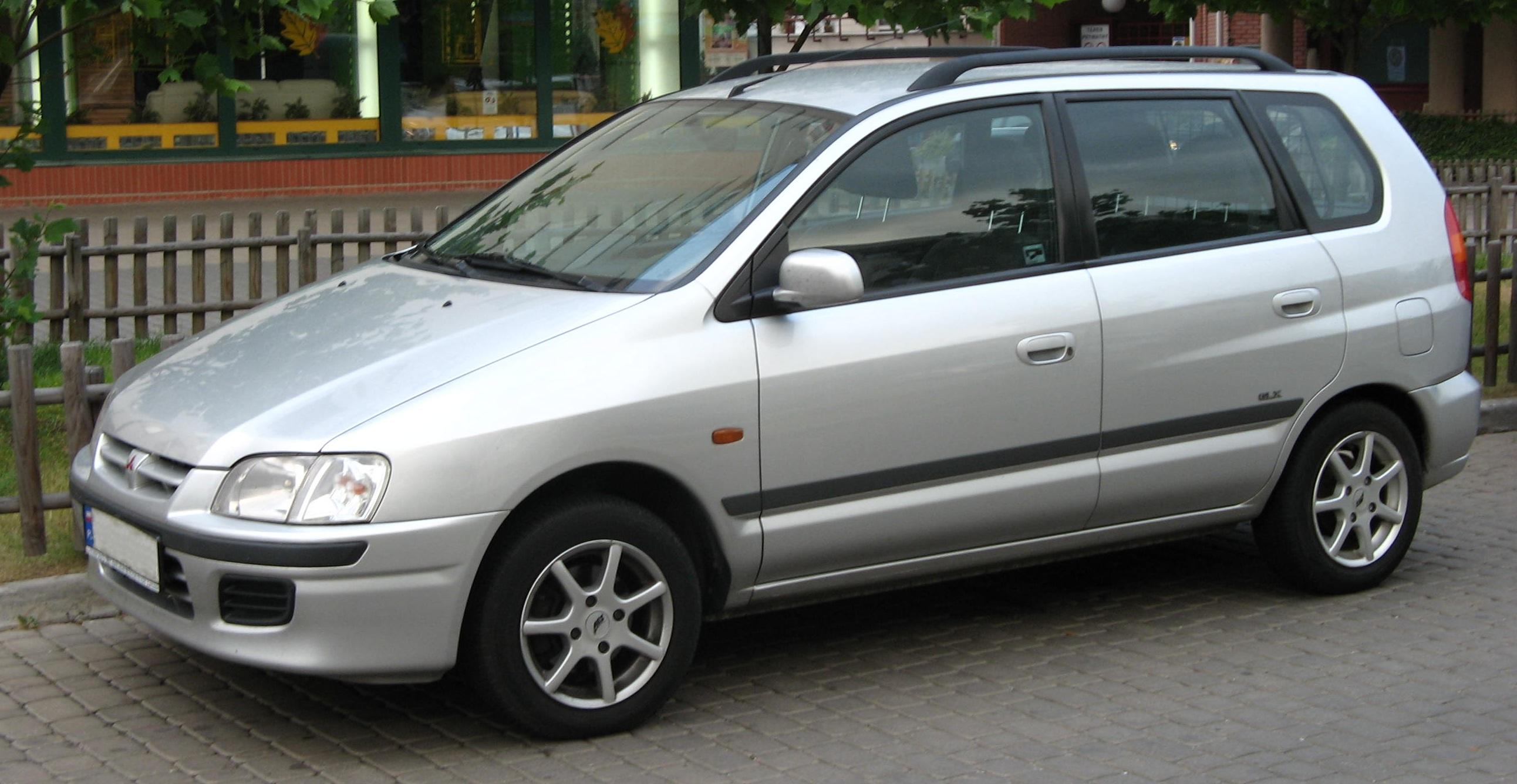
Mitsubishi Space Star przed modernizacją

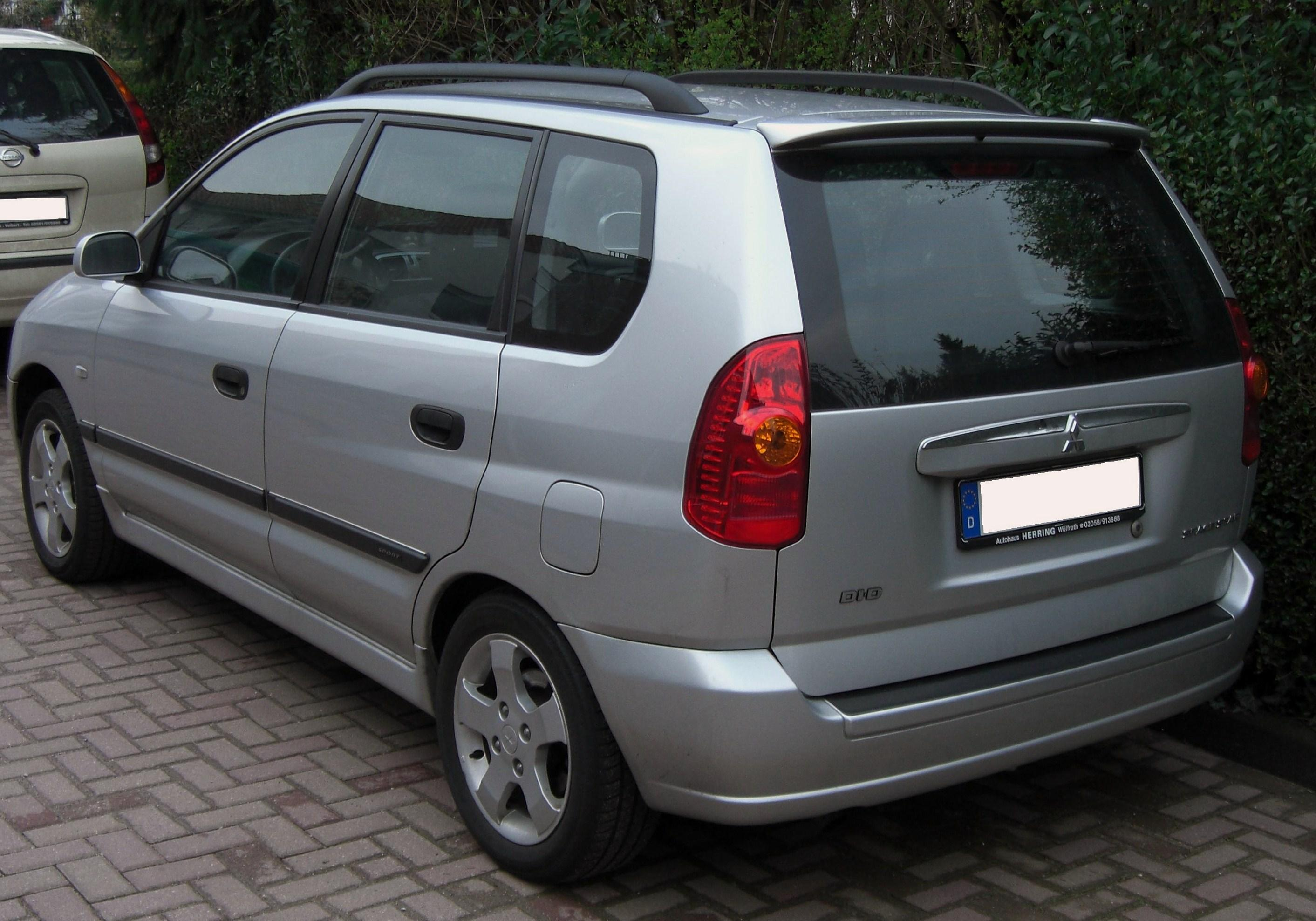
Tył wersji po liftingu

Mitsubishi Space Star – samochód osobowy typu MPV, produkowany w fabryce NedCar w Sittard-Geleen (Holandia) z przeznaczeniem na rynek europejski przez Mitsubishi Motors w latach 1998–2005 na bazie Mitsubishi Carisma, dzielił płytę podłogową z Volvo S40.
Początkowo Space Star był dostępny jedynie z silnikami benzynowymi 1.3 (86 KM) i pionierskim silnikiem z bezpośrednim wtryskiem paliwa 1.8 GDI (122 KM). W 2001 roku silnik 1.3 został zmodyfikowany i jego moc zmalała do 82 KM. Do oferty dodano silnik benzynowy 1.6 (98 KM) i silnik Diesla 1.9 DI-D (102 KM) dysponujący wtryskiem typu Common-Rail i turbosprężarką, pochodzący z Renault (w Renault oznaczony dCi). W 2002 roku nastąpił facelifting modelu. Główne zmiany zauważalne są wewnątrz samochodu. Wycofano z oferty silnik 1.8 GDI zastępując go silnikiem z wielopunktowym wtryskiem paliwa 1.8 MPi. Dodano także 115-konną wersję silnika 1.9 DI-D, będącą modyfikacją wersji poprzedniej do której dodano turbosprężarkę o zmiennej geometrii. W 2005 roku zakończono produkcję Space Stara, a w 2006 model ten został wycofany ze sprzedaży.
W 2001 instytut Euro NCAP wykonał crash-test Space Stara (w wersji 1,3 Family) w którym otrzymał on trzy gwiazdki w zakresie ochrony dorosłych pasażerów i dwie gwiazdki za ochronę pieszych, uzyskując łącznie 20 punktów.
W 2003 brytyjska załoga Nicky Porter/Malcolm Sinclair prowadząca Mitsubishi Space Star 1.3 wygrała w rajdzie World Cup Rally 2003 rozgrywanym we Francji i Tunisie, a w rajdzie Londyn-Maroko-Londyn w 2001 zajęli 10. miejsce.

## Wersje wyposażenia
Podstawowe wersje wyposażenia Space Stara po faceliftingu obejmowały:
Family
- ABS+EBD
- Poduszka powietrzna kierowcy i pasażera
- napinacze pasów bezpieczeństwa
- Trzypunktowy środkowy pas bezpieczeństwa na tylnym siedzeniu
- Immobilizer
- Obrotomierz
- Wspomaganie kierownicy
- Regulacja wysokości koła kierownicy
- Regulowana wysokość fotela kierowcy
- Centralny zamek
- Elektrycznie sterowane szyby przednie z funkcją zabezpieczenia przed uwięzieniem
- Podparcie dla lewej stopy kierowcy
- Przesuwana / składana tylna kanapa
- Roleta przestrzeni bagażowej
- Kieszenie w oparciach siedzeń przednich
- Kanały grzewcze w tylnej części nadwozia
- Centralny wyświetlacz (radio i komputer pokładowy)
- Filtr przeciwpyłkowy
- Klimatyzacja

Comfort
- Wyposażenie wersji Family oraz dodatkowo:
- Boczne poduszki powietrzne kierowcy i pasażera
- Elektrycznie sterowane i podgrzewane lusterka
- Elektrycznie sterowane szyby tylne z funkcją zabezpieczenia przed uwięzieniem
- Wycieraczki przednie z regulowanym czasem pauzy
- Pas przeciwsłoneczny na szybie przedniej
- Relingi dachowe
- Klamki w kolorze nadwozia
- Nakładki na progi w kolorze nadwozia
- Lampki do czytania
- Schowek na okulary przeciwsłoneczne
- Chromowane klamki wewnętrzne
- Schowek pod siedzeniem przedniego pasażera
- Siatka do mocowania bagażu
- Reflektory przeciwmgielne
- Felgi aluminiowe

Avance
- Wyposażenie wersji Comfort oraz dodatkowo:

- Pokryte skórą koło kierownicy[4]

Wyposażenie powyższych wersji w poszczególnych krajach sprzedaży podlegało jednak czasem dość znacznym modyfikacjom.
Oprócz powyższych istniały jeszcze wersje Sport, Silverline i JAM.

## Silniki
| Model             | Pojemność skokowa | Moc maksymalna      | Maksymalny moment obrotowy | Kod silnika | Lata produkcji |
| ----------------- | ----------------- | ------------------- | -------------------------- | ----------- | -------------- |
| Silniki benzynowe |                   |                     |                            |             |                |
| 1.3 MPi           | 1299 cm³          | 60kW (82KM) / 5000  | 120 / 4000                 | 4G13        | 2001–2005      |
| 1.3 MPi           | 1299 cm³          | 63kW (86KM) / 3000  | 117 / 3000                 | 4G13        | 1998–2000      |
| 1.6 MPi           | 1584 cm³          | 72kW (98KM) / 5000  | 150 / 4000                 | 4G18        | 2001–2005      |
| 1.8 MPi           | 1834 cm³          | 82kW (112KM) / 5500 | 157 / 4000                 | 4G93        | 2002–2005      |
| 1.8 GDI           | 1834 cm³          | 90kW (122KM) / 5500 | 174 / 3750                 | 4G93        | 1998–2002      |
| Silniki Diesla    |                   |                     |                            |             |                |
| 1.9 DI-D          | 1870 cm³          | 75kW (102KM) / 4000 | 215 / 1700                 | F9Q1        | 2001–2005      |
| 1.9 DI-D          | 1870 cm³          | 85kW (115KM) / 4000 | 265 / 1800                 | F9Q2        | 2002–2005      |

| Model                                     | 1.3 MPI                       | 1.6 MPI                       | 1.8 MPI (112 KM)              | 1.8 GDI (122 KM)              | 1.9 DI-D (102 KM)             | 1.9 DI-D (115 KM)             |
| ----------------------------------------- | ----------------------------- | ----------------------------- | ----------------------------- | ----------------------------- | ----------------------------- | ----------------------------- |
| Typ silnika                               | Benzynowy                     | Benzynowy                     | Benzynowy                     | Benzynowy                     | Turbodiesel                   | Turbodiesel                   |
| Oznaczenie silnika                        | 4G13                          | 4G18                          | 4G93                          | 4G93                          | F9Q1                          | F9Q2                          |
| Zasilanie                                 | Wtrysk wielopunktowy          | Wtrysk wielopunktowy          | Wtrysk wielopunktowy          | Wtrysk bezpośredni            | Wtrysk bezpośredni            | Wtrysk bezpośredni            |
| Układ cylindry/zawory                     | R4/16                         | R4/16                         | R4/16                         | R4/16                         | R4/8                          | R4/8                          |
| Pojemność skokowa(cm^3)                   | 1299                          | 1584                          | 1834                          | 1834                          | 1870                          | 1870                          |
| Moc maks.(KM przy obr.)                   | 86/6000                       | 98/5000                       | 112/5500                      | 122/5500                      | 102/4000                      | 115/4000                      |
| Maks. moment obrotowy (Nm przy obr.)      | 117/3000                      | 150/4000                      | 157/4000                      | 174/3750                      | 215/1700                      | 265/1800                      |
| Stopień sprężania                         | 10:1                          | 10:1                          | bd                            | 12,5:1                        | 19:1                          | 19:1                          |
| Luz zaworu ssącego(mm)                    | 0,25                          | automatycznie                 | automatycznie                 | automatycznie                 | 0,20                          | 0,20                          |
| Luz zaworu wydechowego(mm)                | 0,30                          | automatycznie                 | automatycznie                 | automatycznie                 | 0,40                          | 0,40                          |
| Otwarcie zaworu ssącego                   | 17° BTDC                      | 9° BTDC                       | bd                            | 15° BTDC                      | 3° BTDC                       | 3° BTDC                       |
| Zamknięcie zaworu ssącego                 | 39° ABDC                      | 51° ABDC                      | bd                            | 56° ABDC                      | 21° ABDC                      | 21° ABDC                      |
| Otwarcie zaworu wydechowego               | 49° BBDC                      | 45° BBDC                      | bd                            | 55° BBDC                      | 46° BBDC                      | 46° BBDC                      |
| Zamknięcie zaworu wydechowego             | 7° ATDC                       | 15° ATDC                      | bd                            | 15° ATDC                      | 6° ATDC                       | 6° ATDC                       |
| Ilość oleju silnikowego (l)               | 3,30                          | 3,30                          | 3,80                          | 3,80                          | 5,04                          | 5,04                          |
| Oznaczenie świec zapłonowych (NGK)        | BKR5E-11                      | BKR6E-11                      | BKR5E-11                      | IZFR8B                        | brak                          | brak                          |
| Przyspieszenie 0–100 km/h (s)             | 13,4                          | 12                            | 10,6                          | 10,4                          | 11,9                          | 10,5                          |
| Przyspieszenie na 4 biegu 60–100 km/h (s) | bd                            | 14,8                          | bd                            | bd                            | bd                            | bd                            |
| Prędkość maksymalna (km/h)                | 170                           | 180                           | 185                           | 190                           | 186                           | 190                           |
| Głośność na 4 biegu przy 100 km/h (dB)    | bd                            | 68                            | bd                            | bd                            | bd                            | bd                            |
| Droga hamowania 100–0 km/h (m)            | bd                            | 40,6                          | bd                            | bd                            | bd                            | bd                            |
| Pojemność zbiornika paliwa (dm^3)         | 55                            | 55                            | 55                            | 55                            | 55                            | 55                            |
| Zużycie paliwa (l) -miasto                | 9                             | 9,3                           | 9,2                           | bd                            | 7,2                           | 7,4                           |
| Zużycie paliwa (l) – trasa                | 5,6                           | 6                             | 6,1                           | bd                            | 4,6                           | 4,5                           |
| Zużycie paliwa (l) – cykl mieszany        | 6,8                           | 7,2                           | 7                             | 7,7                           | 5,5                           | 5,6                           |
| Skrzynia biegów                           | manualna/5                    | manualna/5; automatyczna/4    | manualna/5; automatyczna/4    | manualna/5; automatyczna/4    | manualna/5                    | manualna/5                    |
| Oznaczenie skrzyni biegów                 | F5MR1                         | F5MR1;F4A42                   | F5MR1;F4A42                   | bd                            | F5MV1                         | F5MV1                         |
| Ilość oleju w skrzyni biegów (l)          | 3,4                           | 3,4/7,8                       | 2,2/7,8                       | 2,2/7,8                       | 2,1                           | 2,1                           |
| Hamulce przednie                          | tarczowe                      | tarczowe                      | tarczowe                      | tarczowe                      | tarczowe                      | tarczowe                      |
| Hamulce tylne                             | tarczowe/bębnowe              | tarczowe                      | bębnowe                       | bębnowe                       | tarczowe                      | tarczowe                      |
| Zawieszenie przednie                      | kolumny McPherson             | kolumny McPherson             | kolumny McPherson             | kolumny McPherson             | kolumny McPherson             | kolumny McPherson             |
| Zawieszenie tylne                         | wielopunktowe typu Multi-link | wielopunktowe typu Multi-link | wielopunktowe typu Multi-link | wielopunktowe typu Multi-link | wielopunktowe typu Multi-link | wielopunktowe typu Multi-link |
| Rozmiar opon                              | 175/65R14;185/65R14;195/55R15 | 185/65R14;195/55R15           | 185/65R14;195/55R15           | 185/65R14;195/55R15           | 185/65R14;195/55R15           | 185/65R14;195/55R15           |
| Średnica zawracania(m)                    | 10,3                          | 10,3                          | 10,3                          | 10,3                          | 10,4                          | 10,4                          |
| Długość (mm)                              | 4030                          | 4030                          | 4030                          | 4030                          | 4030                          | 4030                          |
| Szerokość (mm)                            | 1715                          | 1715                          | 1715                          | 1715                          | 1715                          | 1715                          |
| Wysokość (mm)                             | 1515                          | 1555                          | 1555                          | 1555                          | 1520                          | 1520                          |
| Rozstaw osi (mm)                          | 2500                          | 2500                          | 2500                          | 2500                          | 2500                          | 2500                          |
| Masa własna (kg)                          | 1120-1125                     | 1160-1205                     | 1195-1200                     | 1195-1200                     | 1248-1260                     | 1248-1260                     |
| Ładowność (kg)                            | 530                           | 485                           | 530                           | 530                           | 470                           | 470                           |
| Dopuszczalna masa całkowita (kg)          | 1655                          | 1690                          | 1730                          | 1730                          | 1730                          | 1730                          |
| Objętość bagażnika (dm^3)                 | 370                           | 370                           | 370                           | 370                           | 370                           | 370                           |

## Produkcja i sprzedaż
| Rok  | Produkcja | Sprzedaż |
| ---- | --------- | -------- |
| 1998 | 13.645    | ?        |
| 1999 | 58.871    | ?        |
| 2000 | 30.116    | 38.164   |
| 2001 | 44.908    | 42.987   |
| 2002 | 46.824    | 44.957   |
| 2003 | 57.090    | 42.392   |
| 2004 | 24.315    | 30.584   |
| 2005 | –         | 10.193   |
| 2006 | –         | 612      |

### Mitsubishi Space Star II generacji
W 2013 roku wznowiono produkcję Space Star. Model ten został wprowadzony w zamian za model Colt. Klasyfikowany jest pomiędzy segmentem A i B. W innych krajach jest również sprzedawany pod nazwą Mirage.